# Tapio Rautavaara
Pour les articles homonymes, voir Rautavaara.
Kaj Tapio ("Tapsa") Rautavaara (né le 8 mars 1915 à Pirkkala - mort le 25 septembre 1979 à Helsinki) est un athlète, chanteur et acteur finlandais.

## Biographie

### Jeunesse
Kaj Tapio Rautavaara, surnommé Tapsa est né dans la municipalité de Pirkkala, une banlieue de la ville industrielle de Tampere. Il est le fils d'Henrik Kerttula et Hilda Rautavaara. Trois semaines après sa naissance, sa mère déménage dans la banlieue d'Helsinki à Oulunkylä, où elle avait vécu auparavant. Le père de Rautavaara était rarement à la maison, et quitte rapidement la famille de façon définitive. En 1921, Tapio et sa mère s'installent à Tampere. Rautavaara était en conflit avec ses professeurs, conservateurs, en raison de son passé ouvrier. Tapio Rautavaara gagne de l'argent de poche en vendant des journaux socialistes pour les travailleurs locaux de l'usine textile Finlayson. Quatre ans plus tard, la famille revient à Oulunkylä, où Tapio Rautavaara vit le reste de sa vie.
À la fin des années 1920, Rautavaara, rejoint le club sportif local Oulunkylän Tähti pour pratiquer l'athlétisme. Il arrête sa scolarité au niveau élémentaire. Il effectue son service militaire dans la marine finlandaise, au milieu des années 1930. À la suite du déclenchement de la guerre d'Hiver finlandaise en 1939, il travaille comme journaliste, ouvrier de la route, bûcheron et commerçant dans un moulin coopératif.

### Pendant la guerre
Lorsque la guerre d'hiver éclate, la Marine n'est pas très active dans la guerre et Rautavaara est autorisé à continuer à travailler à l'usine d'Osuustukkukauppa (OTK). Toutefois, lorsque la guerre de Continuation éclate, il est appelé à l'armée et on lui ordonne de faire la première année de la guerre en première ligne. Au cours de l'été 1942, Rautavaara est transféré dans les troupes de divertissement de guerre et travaille pendant deux ans comme radio-journaliste à Aunus Radio (en), sur la frontière basé en Carélie orientale. Pendant ce temps, il se fait connaître des troupes, grâce à sa voix. Au cours de l'été 1944, les Finlandais doivent quitter la Carélie orientale et la carrière radiophonique de Rautavaara prend fin.

### Carrière sportive

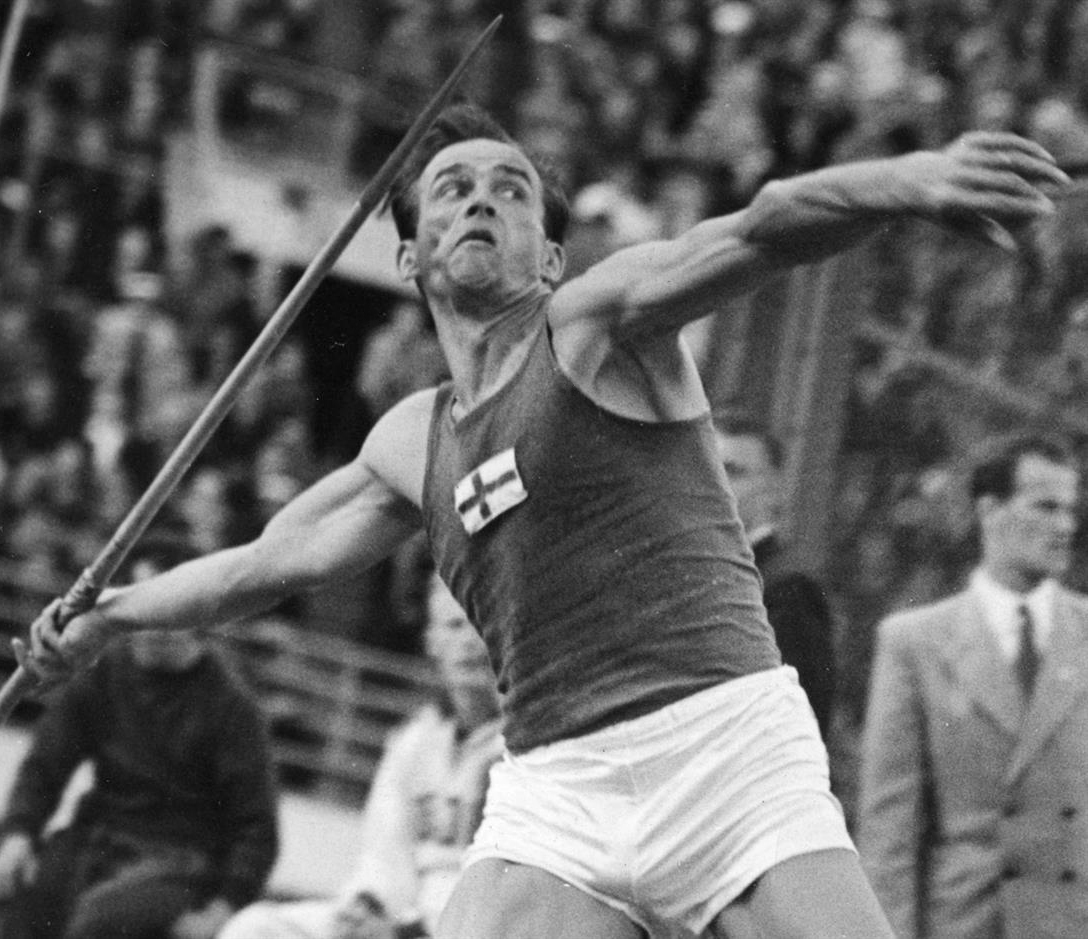
Tapio Rautavaara en 1949.

Spécialiste du lancer du javelot, Tapio Rautavaara monte sur la troisième marche du podium des Championnats d'Europe de 1946 disputés à Oslo. En 1948, il remporte la finale des Jeux olympiques de Londres avec la marque de 69,77 m, devançant de près deux mètres l'Américain Steve Seymour. Sa meilleure performance au javelot est de 75,47 m. Champion de Finlande d'athlétisme à quatre reprises, il s'illustre également dans la discipline du tir à l'arc, remportant la médaille d'or par équipes aux Championnats du monde de 1958.

## Carrière artistique

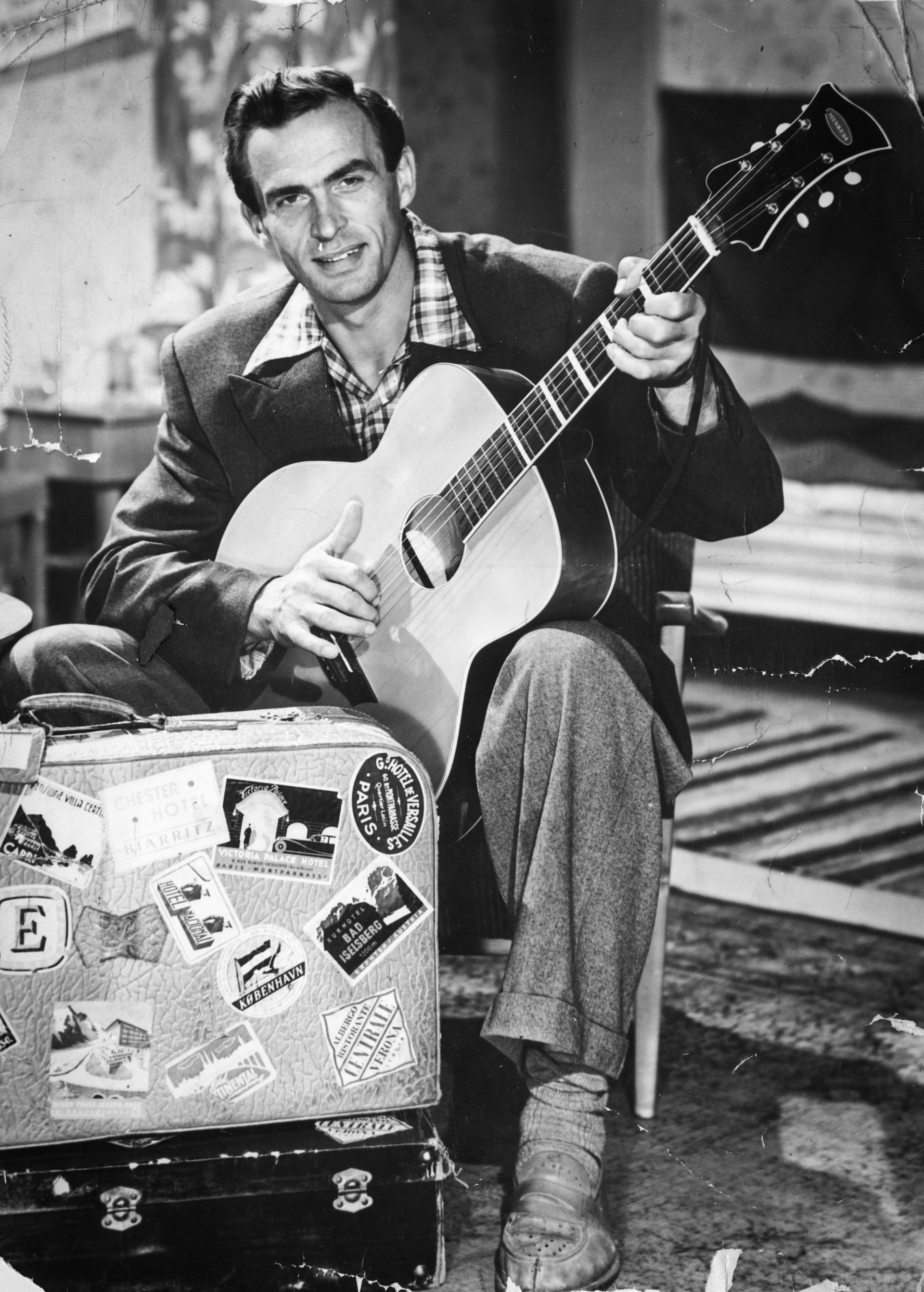
Publicité pour le film Salakuljettajan laulu.

Après la guerre, Rautavaara rencontre Reino Helismaa (en), qui compose et compose les paroles de la chanson Reissumies ja kissa, qui devient le premier tube de Rautavaara. Le compositeur Toivo Kärki (en) se joint à cette équipe, qui produit, au cours des dix années suivantes, de nombreuses chansons populaires. De plus, Rautavaara compose et écrit les paroles de plusieurs de ses disques.  La première chanson a été écrite et composée par Rautavaara, la seconde par lui et les paroles par Heikki Saari.
Rautavaara, Helismaa et Esa Pakarinen font une tournée en Finlande, à la fin des années 1940 et au début des années 1950. La tournée s'est arrêtée en raison de problèmes personnels, mais Rautavaara continue à enregistrer des chansons avec les paroles d'Helismaa jusqu'à la mort de ce dernier, en 1965. Au moment de sa mort en 1979, Rautavaara avait enregistré environ 300 chansons.

## Source de la traduction
- (en) Cet article est partiellement ou en totalité issu de l’article de Wikipédia en anglais intitulé « Tapio Rautavaara » (voir la liste des auteurs).